# Brantigny
Brantigny ist eine französische Gemeinde mit 200 Einwohnern (1. Januar 2022) im Département Vosges in der Region Grand Est (bis 2015 Lothringen). Sie gehört zum Arrondissement Épinal und zum Gemeindeverband Épinal.

## Geografie
Die Gemeinde Brantigny liegt vier Kilometer südlich der Kleinstadt Charmes und etwa 25 Kilometer nordwestlich von Épinal im Hügelland zwischen Mosel und Madon.

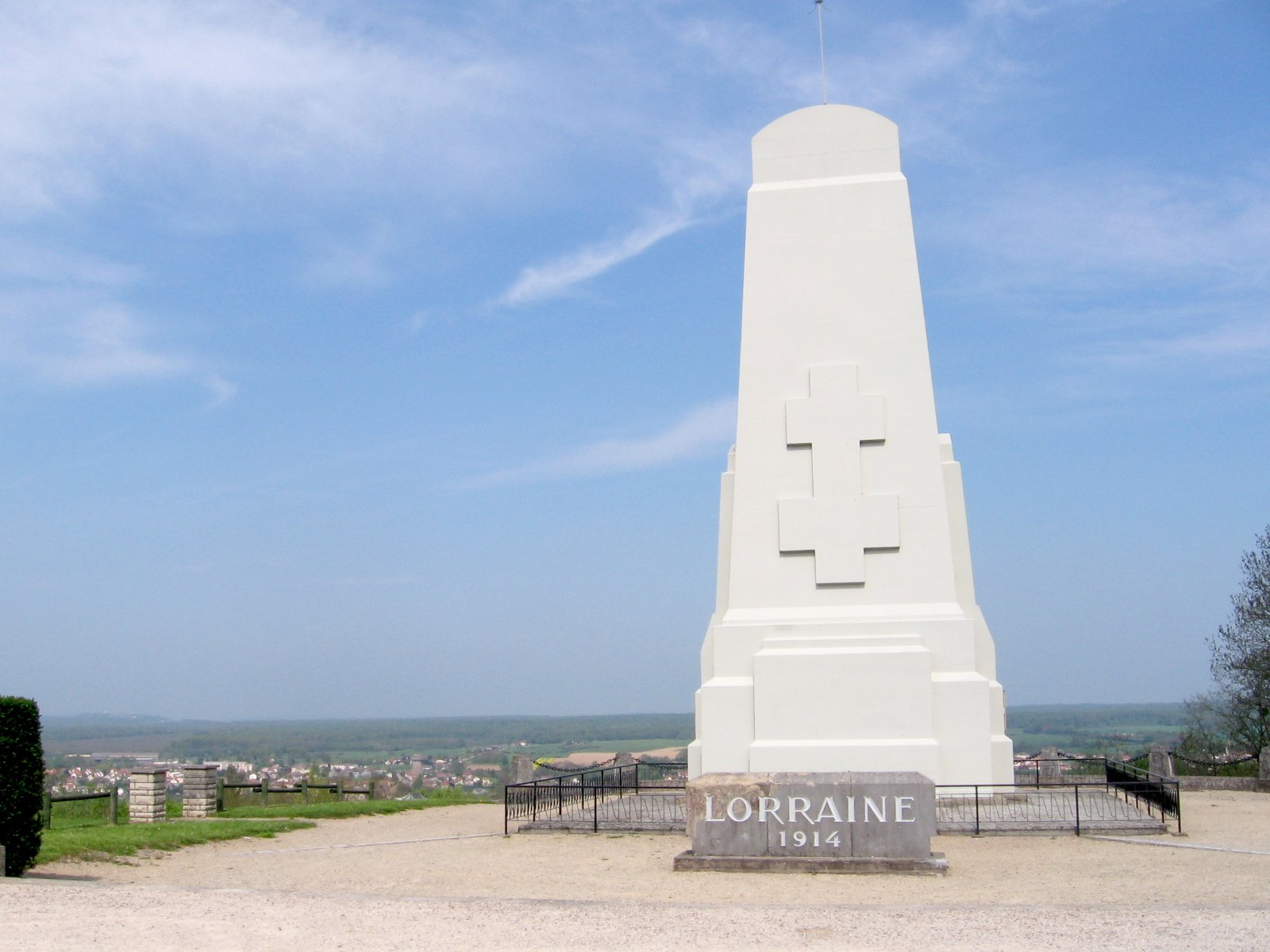
Monument de Lorraine

Das 2,98 km² umfassende Gemeindegebiet umfasst einen Abschnitt des Madon-Nebenflusses Colon und das südwestlich und nordöstlich des Colon ansteigenden Hügellandes. Auf einer Terrasse über dem linken Ufer des Colon liegt das Dorf Brantigny. Gegenüber mündet der von Osten kommende Nebenfluss Colmé in den Colon. Im Norden greift das Gemeindegebiet weit aus und reicht bis auf wenige Meter an das Monument de Lorraine heran, eine weithin sichtbare 13 Meter hohe Stele auf dem 384 m hohen Haut du Mont zur Erinnerung an die Schlacht an der Trouée de Charmes vom 24. bis 26. August 1914 zu Beginn des Ersten Weltkrieges. Die Hügel im Westen und Norden der Gemeinde sind bewaldet (Le Bois Boha, Bois du Haut), im äußersten Südwesten liegt mit 402 m ü. M. der höchste Punkt der Gemeinde. Der größte Teil des Gemeindegebietes besteht aus Acker- und Weideflächen; unmittelbar südwestlich des Dorfes liegen Streuobstwiesen und ein alter Weinberg.
Nachbargemeinden von Brantigny sind Charmes im Norden, Ubexy im Osten und Süden sowie Rugney im Westen.

## Geschichte
Der Name des Dorfes tauchte im Jahr 1163 als Brantinis erstmals in einer Urkunde auf. Damals war das Gebiet schon Teil des Herzogtums Lothringen und abhängig von der Abtei Moyenmoutier. Brantigny gehörte zur Bailliage Charmes. Die Bewohner waren wie die der Nachbarorte Évaux-et-Ménil und Varmonzey in Dommartin eingepfarrt, einem heutigen Ortsteil von Ubexy.

### Bevölkerungsentwicklung
| Jahr      | 1962 | 1968 | 1975 | 1982 | 1990 | 1999 | 2006 | 2018 |
| Einwohner | 121  | 127  | 95   | 162  | 151  | 149  | 175  | 214  |

Brantigny gehört zu den kleineren Gemeinden des Départements Vosges. Nachdem im 19. Jahrhundert die Einwohnerzahl stets über 200 lag, nahm die Bevölkerung danach kontinuierlich ab und unterschritt 1875 die 100-Einwohner-Marke. Seither ist wieder ein langsames Wachstum zu beobachten. Im Jahr 1846 wurde mit 266 Bewohnern die bisher höchste Einwohnerzahl ermittelt. Die Zahlen basieren auf den Daten von cassini.ehess und INSEE.

## Sehenswürdigkeiten
- Kirche Mariä Himmelfahrt (Église de l’Assomption-de-Notre-Dame)
- Lavoir
- Brunnen

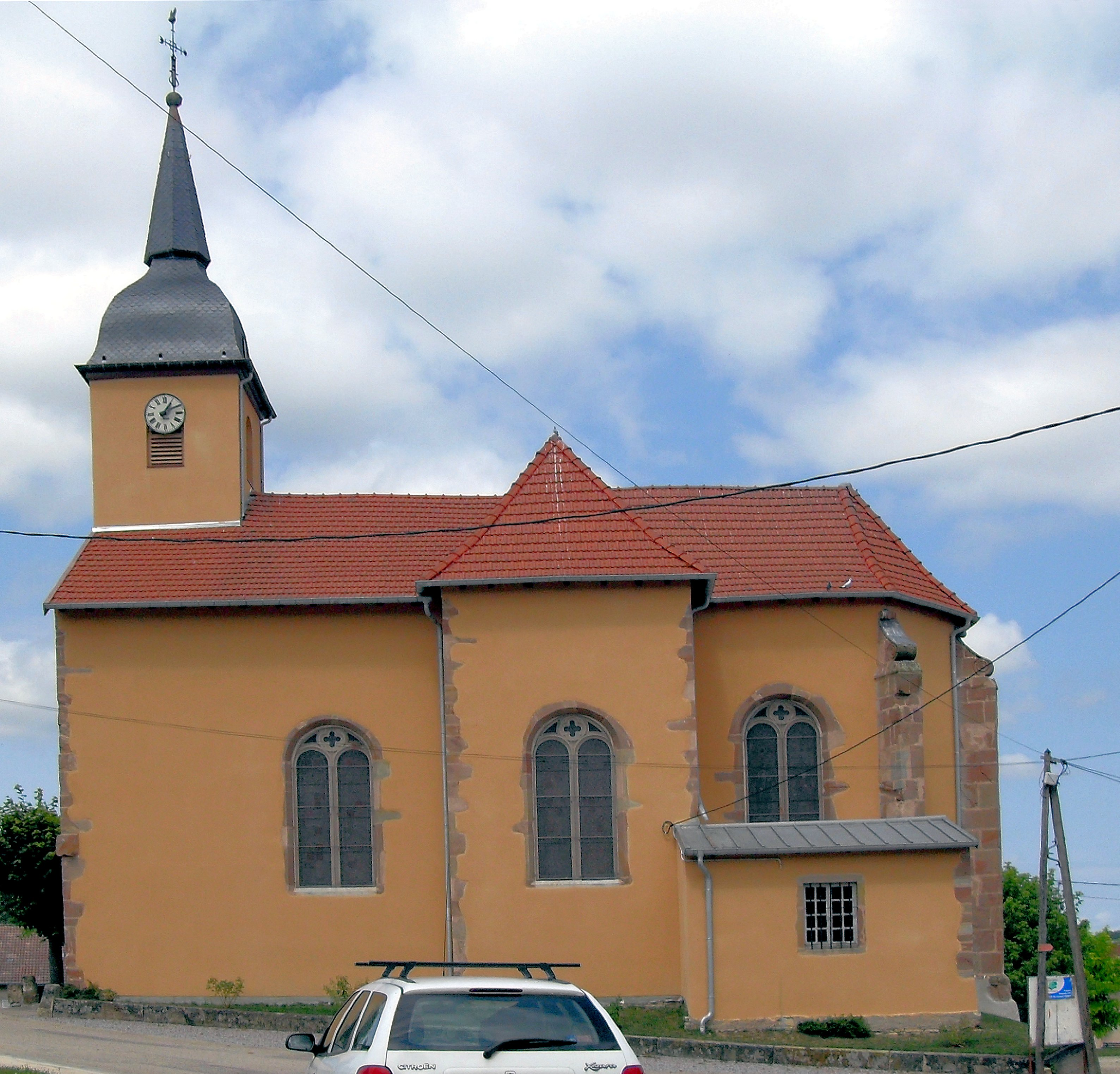
Kirche Mariä Himmelfahrt
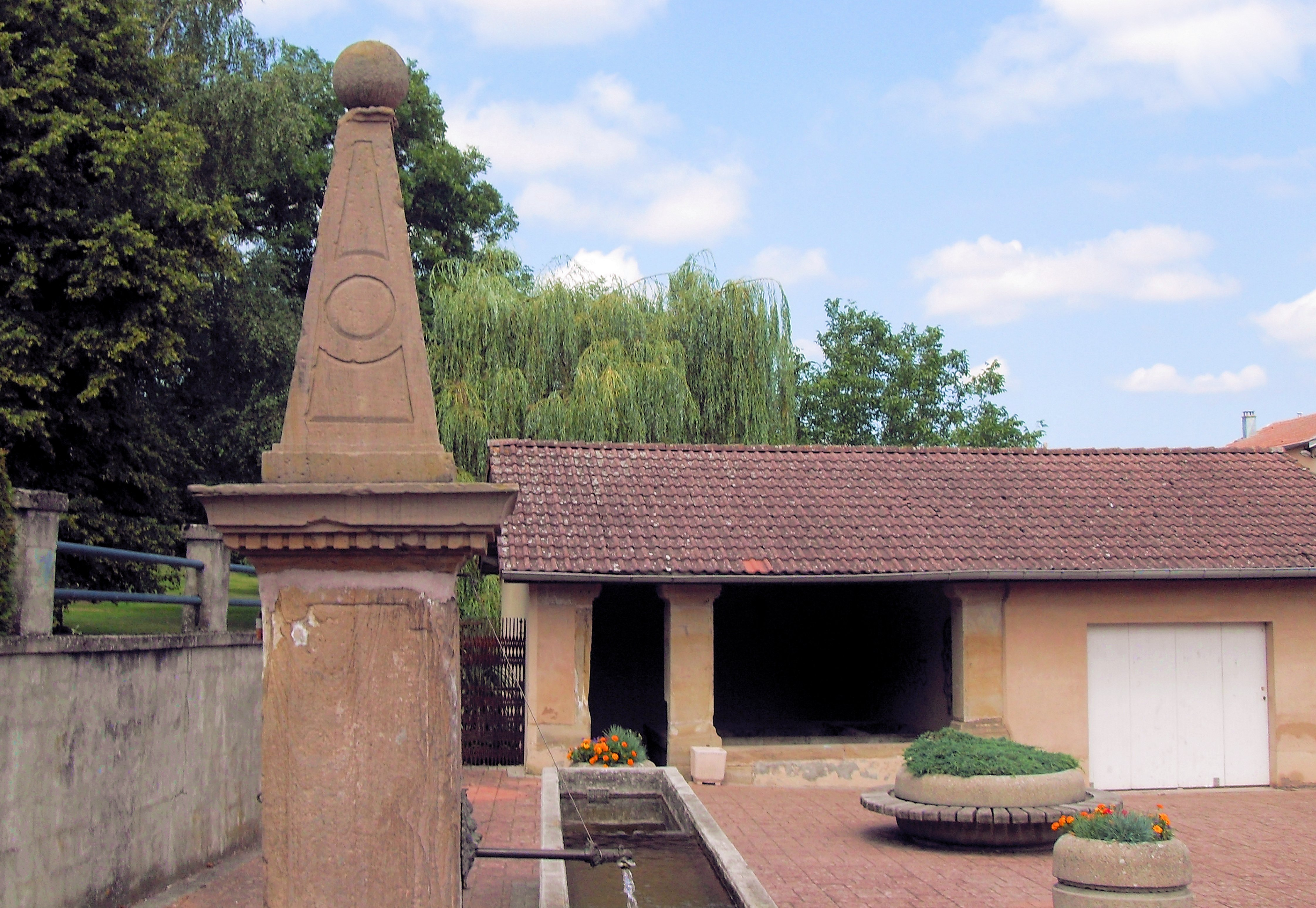
Lavoir Brantigny

## Wirtschaft und Infrastruktur
Die Landwirtschaft spielt nach wie vor eine wichtige Rolle in Brantigny. Darüber hinaus ist ein Forstbetrieb in Brantigny ansässig.  Einige Bewohner pendeln in die nahe Stadt Charmes oder in die Industriegebiete im Moseltal.
Brantigny liegt an der Fernstraße von Charmes nach Dompaire. Weitere Straßenverbindungen bestehen nach Varmonzey und Vincey. Ein Anschluss an die zweispurige Nationalstraße 57 von Nancy nach Épinal besteht vier Kilometer nördlich von Brantigny. Der sechs Kilometer von Brantigny entfernte Haltepunkt in Vincey liegt an der dem Moseltal folgenden Bahnlinie Nancy-Épinal-Remiremont, die vom Unternehmen TER Lorraine betrieben wird.

## Belege
1. ↑   Brantigny auf vosges-archives.com (Memento vom 17. Oktober 2013 im Internet Archive) (französisch, PDF-Datei; 103 kB)
2. ↑  Brantigny auf cassini.ehess
3. ↑  Brantigny auf INSEE
4. ↑  Forstbetrieb auf annuaire-mairie.fr (französisch)